# OMX

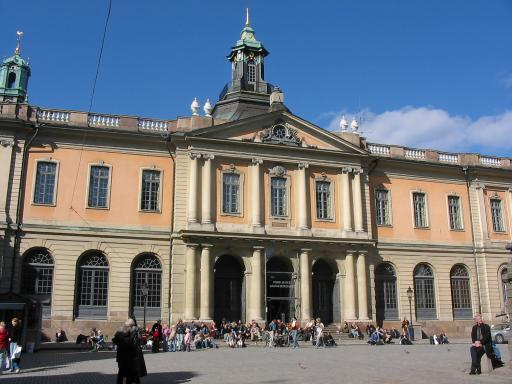
Antiguo edificio de la bolsa de Estocolmo.

OMX AB es una compañía sueco-finesa de servicios financieros, formada en 2003 a través de la unión de OM AB y HEX Plc. Tiene dos divisiones: OMX Exchanges, la cual opera seis bolsas de valores en los países nórdicos y en los países bálticos; y OMX Technology, que desarrolla y vende sistemas para transacciones financieras de OMX Exchanges, así como para otras bolsas. Esta compañía es un líder mundial en la creación de sistemas para actividades financieras.

## Historia
OM AB (Optionsmarknaden) era una compañía dedicada a la planificación económica fundada por Olof Stenhammar en la década de los 80's. OM adquirió la Bolsa de Estocolmo en 1998, y trató de adquirir, sin éxito, la Bolsa de Londres en 2001.
El 3 de septiembre de 2003 la Bolsa de Helsinki (HEX) se unió con OM, y unidos crearon la compañía OM HEX. El 31 de agosto de 2004, la compañía cambió su nombre por el de OMX.

## OMX Exchanges
Esta es una lista de las bolsas de valores que controla OMX Exchanges:
- Bolsa de Copenhague
- Bolsa de Estocolmo
- Bolsa de Helsinki
- Bolsa de Tallin
- Bolsa de Riga
- Bolsa de Vilna
- Bolsa de Islandia